# Pacific Journal of Mathematics
Pacific Journal of Mathematics (ISSN 0030-8730) — математический журнал, поддерживаемый рядом американских, азиатских и австралийских университетов и исследовательских институтов. В настоящее время публикуется под их эгидой некоммерческим издательством «Mathematical Sciences Publishers».
Был основан в 1951 году Ф. Вольфом и Эдвином Беккенбахом, и с тех пор непрерывно издаётся в объёме пяти томов в год. В интернете доступна полная PDF-версия журнала.
Нынешний состав редакции журнала:
- В. С. Варадараджан[англ.], Калифорнийский университет в Лос-Анджелесе
- Виджаянти Чари, Калифорнийский университет в Риверсайде
- Роберт Финн[англ.], Стэнфордский университет
- Лю Кэфэн, Калифорнийский университет в Лос-Анджелесе
- Деррен Лонг, Калифорнийский университет в Санта-Барбаре
- Лу Цзянхуа, Гонконгский университет
- Сорин Попа[англ.], Калифорнийский университет в Лос-Анджелесе
- Цзе Цин, Калифорнийский университет в Санта-Крузе
- Джонатан Рогавски, Калифорнийский университет в Лос-Анджелесе